# Lighter in the Dark
Lighter in the Dark è il nono album in studio del gruppo musicale statunitense Sister Hazel, pubblicato nel 2016.

## Tracce
1. Fall Off the Map – 4:02
2. That Kind of Beautiful – 3:05
3. Karaoke Song (featuring Darius Rucker) – 3:32
4. Something to Believe In – 4:05
5. Kiss Me Without Whiskey – 3:16
6. Almost Broken (featuring Jillian Jacqueline) – 3:29
7. Take It with Me – 3:21
8. We Got It All Tonight – 3:10
9. Danger Is Real – 3:03
10. Prettiest Girl at the Dance – 3:50
11. Thoroughbred Heart – 3:50
12. Run Highway Run – 3:20
13. Back to Me – 3:17
14. Ten Candle Days – 5:17

## Formazione
- Ken Block – voce, chitarra acustica
- Andrew Copeland – chitarra, cori
- Ryan Newell – chitarra, cori
- Jett Beres – basso, cori
- Mark Trojanowski – batteria